# بيتر شارب
بيتر شارب (11 أغسطس 1939 في نيوزيلندا - 18 فبراير 2012 بكرايستشرش في نيوزيلندا) (بالإنجليزية: Peter Sharp)‏ هو لاعب كريكت نيوزلندي. لعب مع فريق كانتربري للكريكت ‏.

## وصلات خارجية
- بيتر شارب على موقع إي آس بي آن كريك إنفو (الإنجليزية)